# Apu Illapu
Nella mitologia inca Apu Illapu (conosciuto anche come Illapa, Ilyap'a, Katoylla) era il dispensatore della pioggia e dio del tuono, del fulmine e dei lampi.
Era un dio molto importante e venerato dagli Inca, dato che la pioggia era fondamentale per la vita. La sua festa cadeva il 25 luglio.

## Miti e leggende
Illapu era un Apu, cioè uno spirito delle montagne, che risiedevano nelle vette più elevate.
Gli Inca credevano che Illapu prendesse l'acqua della pioggia dalla Via lattea e la portasse fino a loro con una brocca, per far piovere a volontà.
I templi di Illapu solitamente erano situati in luoghi molto elevati, anch'essi indicati come Apu. Quando le persone invocavano la pioggia si arrampicavano fino al tempio e celebravano un sacrificio. In periodi di grande siccità gli venivano offerti sacrifici umani.
Si riteneva inoltre che Illapu agisse in accordo con Apocatequil, il dio inca della luce e dei lampi; si narrava che soprattutto in occasione di tempeste molto violente i due dei lavorassero insieme per placarle.

## Aspetto
Apu Illapu si mostrava come un uomo rivestito di abiti scintillanti, che portava una mazza e una frombola con cui scagliava le pietre che si trasformavano in fulmini.